# Euselasia phelina
Espèce
Euselasia phelina est un insecte lépidoptère appartenant à la famille  des Riodinidae et au genre Euselasia.

## Taxonomie
Euselasia phelina a été décrit par Druce en 1878 sous le nom d' Eurygona phelina.
Synonyme : Euselasia euphyla Stichel, 1927; Euselasia eucritus pallantis Brévignon & Gallard, 1993.

## Description
L'imago d’Euselasia phelina a le dessus ocre rayé de marron, avec un gros ocelle noir submarginal médian aux ailes postérieures.
Le revers est de couleur blanc beige rayé de marron, avec aux ailes postérieures le même gros ocelle noir.

## Écologie et distribution
Euselasia phelina est présent en Guyane, au Brésil, au Venezuela et au Pérou.

### Biotope
Il réside dans la forêt tropicale.